# Leersum
Leersum is een dorp in de Nederlandse provincie Utrecht, gemeente Utrechtse Heuvelrug, op de gelijknamige Heuvelrug in het zuidoosten van de provincie. Sinds 2003 grenst Leersum aan het nationaal park Utrechtse Heuvelrug. De kern (bebouwde kom) van Leersum heeft 7.745 inwoners (1 januari 2023). Vanwege het bosrijke karakter en de ligging aan de voet van de Heuvelrug is Leersum een populair vakantieoord. Veel vakantiegangers gaan naar het vakantiepark op landgoed Ginkelduin.
De Rijksstraatweg verdeelt het dorp in een noordelijk, lommerrijk gedeelte en een zuidelijk stuk met dichtere bouw.
Leersum was tot 1 januari 2006 een zelfstandige gemeente. Per deze datum is Leersum samen met de gemeenten Maarn, Amerongen, Driebergen en Doorn opgegaan in de nieuwe gemeente Utrechtse Heuvelrug. Leersum is in omvang de derde dorpskern van de gemeente.

## Geschiedenis
De naam Leersum komt als "Hlarasheim" voor het eerst voor in de 11e eeuw, in een goederenregister van de abdij van Werden (in het Ruhrgebied). Later schrijft men "Laresheim" of "Laresheem". De betekenis van de naam heeft betrekking op de ligging in de bossen. Bij "leer" of "laar" moet gedacht worden aan een bos dat door omwonenden gebruikt werd (om onder andere hout te verzamelen), terwijl "heim" woonplaats betekent.
Leersum dankt zijn ligging aan de Darthuizerpoort. Dit is een van de dalen die vele tienduizenden jaren geleden ontstonden door schuivende ijslagen en smeltwater. Getuigen hiervan zijn de Zuilensteinse Berg (52 m) en de Darthuizerberg (48 m). Op de hogere plaatsen werd het warmer en ontstond weelderige plantengroei, waaruit veenlagen voortkwamen. Door natuurrampen en vooral door menselijke ontginning ging veel bos verloren en ontstonden zandverstuivingen die bewoners in hun bestaan bedreigden. Herbebossing in de 19e eeuw bracht redding op de Heuvelrug. Nieuwe bossen zorgden voor handel en nijverheid en lokten veel natuurliefhebbers naar Leersum.
De bewoners woonden destijds voornamelijk rond het kruispunt van de huidige Rijksstraatweg, Kerkweg en Scherpenzeelseweg en in een aantal verspreid liggende boerderijen. In 1905 liet rentmeester H.G. van Dam een stuk heide ontginnen en bos aanplanten. Bij de ingang van het terrein (Lombok) werden vier sierpalen gezet, die in 2003 in originele staat zijn teruggezet. Op het hoogste punt van het Lombokbos werd een uitkijktoren gebouwd "Pyramide Lombok", met op de vier punten uilen, later kreeg hij zijn naam Uilentoren. In 1926 werd deze uilentoren eigendom van de gemeente.
Tussen Amerongen en Leersum ligt kasteel Zuylestein. Begin 17e eeuw was dit kasteel in handen van de Godard van Reede. In 1630 werd het gekocht door stadhouder Frederik Hendrik, die in 1632 de Heerlijkheid Leersum als rechtsgebied erbij krijgt. Van het oorspronkelijke kasteel zijn alleen nog het oude poortgebouw, de oranjerie, het speelhuis en enkele dienstwoningen blijven staan. De rest werd in 1945 per vergissing door de geallieerden vernield. Het huidige kasteel werd rond 1980 als een kopie herbouwd.
Naast de oude Hervormde Kerk uit circa 1500 staat de herberg "King William" (uit circa 1690). Stadhouder Willem III zou hier gelogeerd hebben in 1697, toen hij zijn vriend niet thuis trof op huis Zuylenstein. Het werd oorspronkelijk als rechthuis gebouwd.
Op vrijdag 18 juni 2021 richtte noodweer zware schade aan in en om Leersum, vooral door omgewaaide bomen. Het KNMI kwam na onderzoek tot de conclusie er sprake was van windstoten door een valwind.

## Bezienswaardigheden
Als men naar Amerongen rijdt, valt de Michaëlkerk, de Hervormde kerk, het meest op in Leersum. De geschiedenis van de kerk gaat terug tot circa 1300, in die tijd kwam er een klein romaans gebouwtje te staan dat gewijd werd aan de aartsengel Michaël. Later kwam er een slanke toren (1500) aan vast en werd de kerk uitgebreid met één transept. Binnen staat er een preekstoel uit 1676 en een orgel van de firma Reil uit 1971.
Kasteel Broekhuizen (even westelijk van Leersum), dateert van 1650. Het is na een grote brand in 1906 zo veel mogelijk in de oude stijl herbouwd. De voorgevel draagt het wapen van de familie van Broeckhuysen, die al in 1294 bezittingen in dit gebied had. In de tuin van dit kasteel werd van 2013 tot 2016 het tv-bakprogramma Heel Holland Bakt opgenomen.
De Graftombe van de familie van Nellesteijn is een monument op het hoogste punt van de Donderberg (36 m), met aan de voet ervan de grafkelder die in opdracht van Cornelis Jan van Nellesteijn werd gebouwd. De graftombe is 14 m hoog en geeft een uitzicht over de omgeving.
De folly Uilentoren aan de Lomboklaan op de Lombokheuvel.
Grafheuvels op de Zuilensteinse Kop. In de Utrechtse Heuvelrug zijn veel (een paar honderd) grafheuvels te vinden. Onder andere op de Zuylensteinse Kop, maar ook bij de Hoogstraat. Bij een paar grafheuvels staan informatieborden. De grafheuvels dateren 2850 v Chr, de enkelgrafcultuur.
Sinds 2018 is er de Tijdlijn van Leersum (een wisseltentoonstelling) in de bibliotheek van Leersum.  Hier wordt een aantal keer per jaar een ander thema uit de geschiedenis van Leersum belicht als initiatief van de Historische Vereniging Leersum.

## Fotogalerij

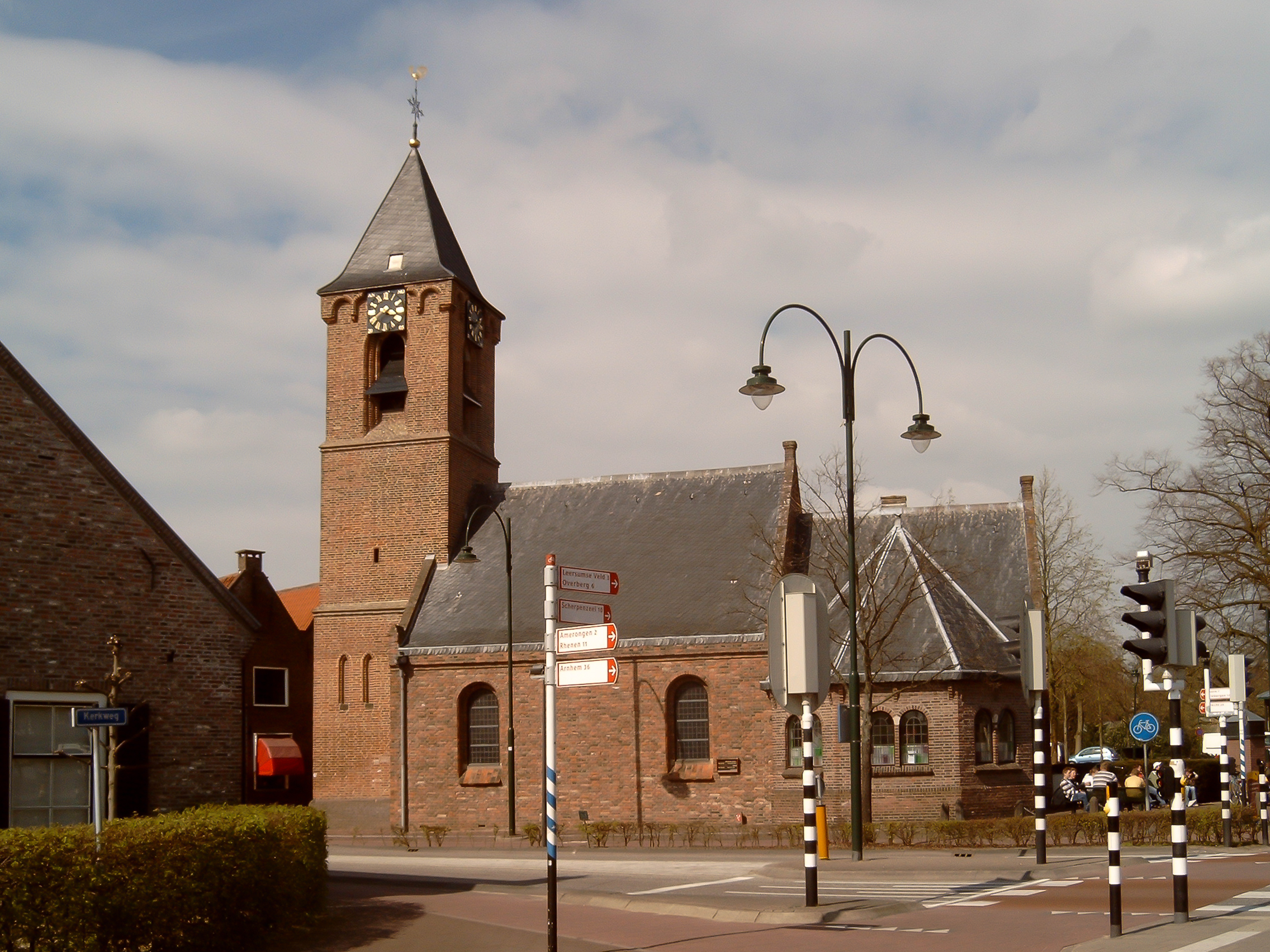
Michaëlkerk
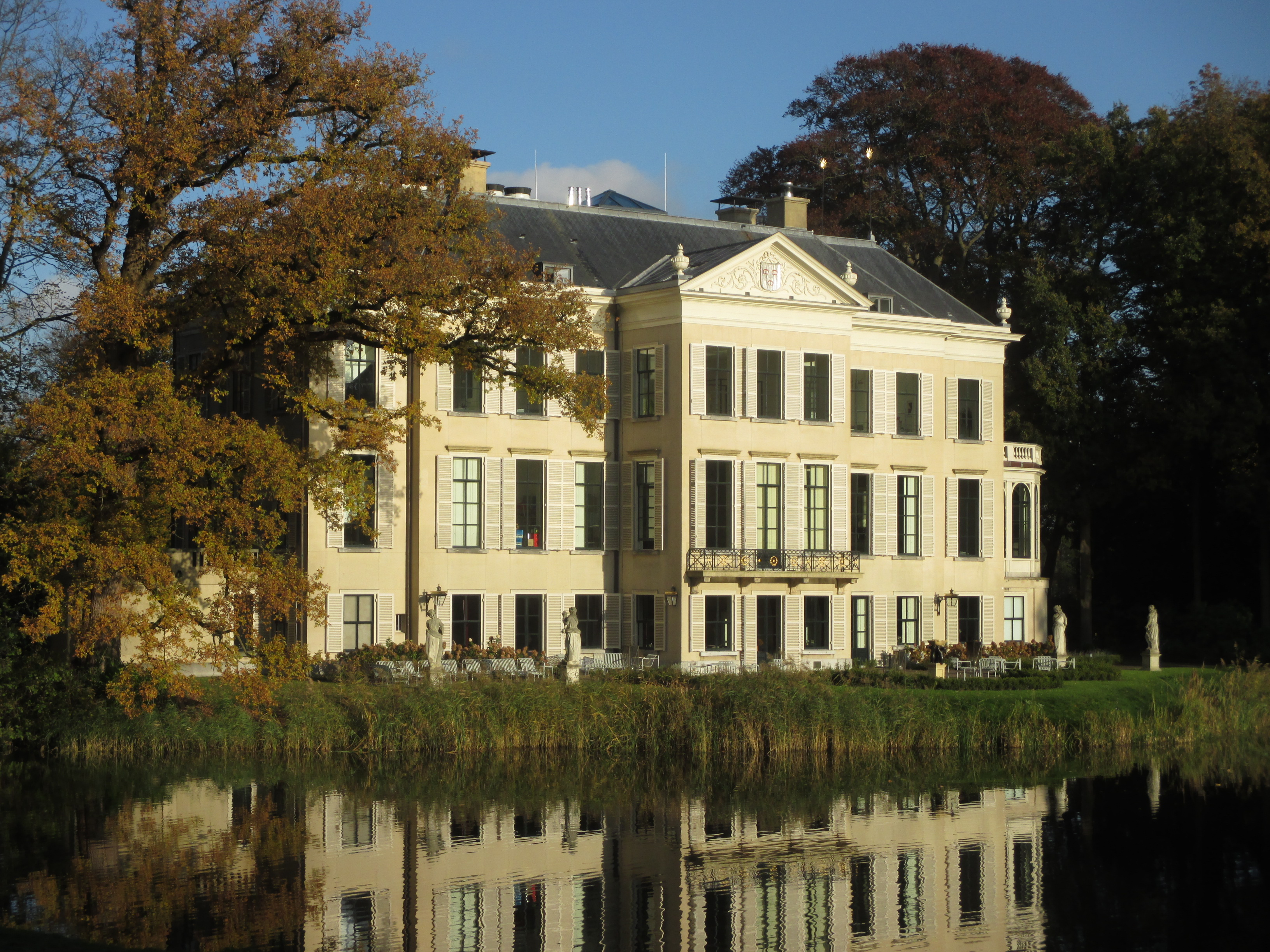
Kasteel Broekhuizen
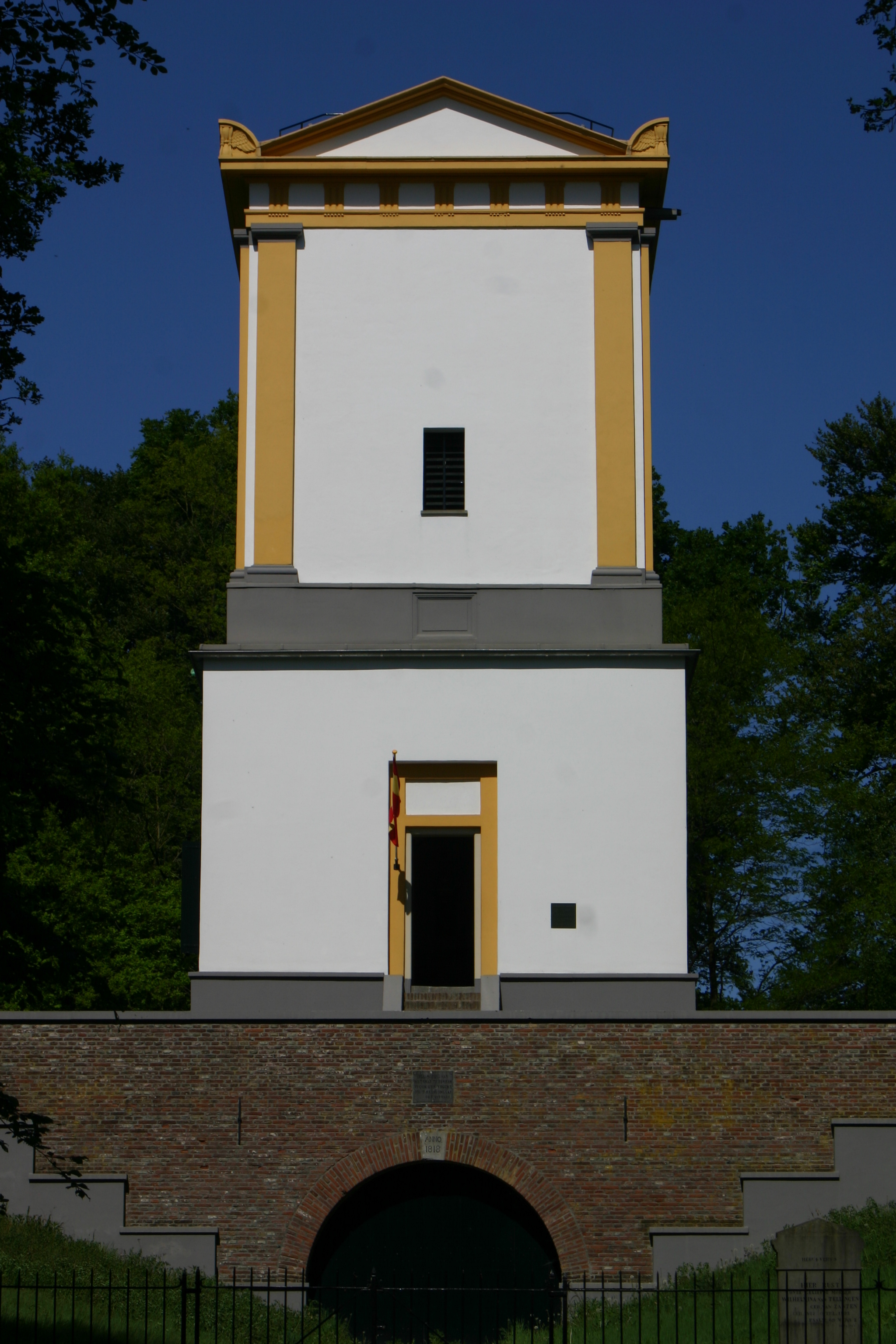
Graftombe familie Nellesteijn
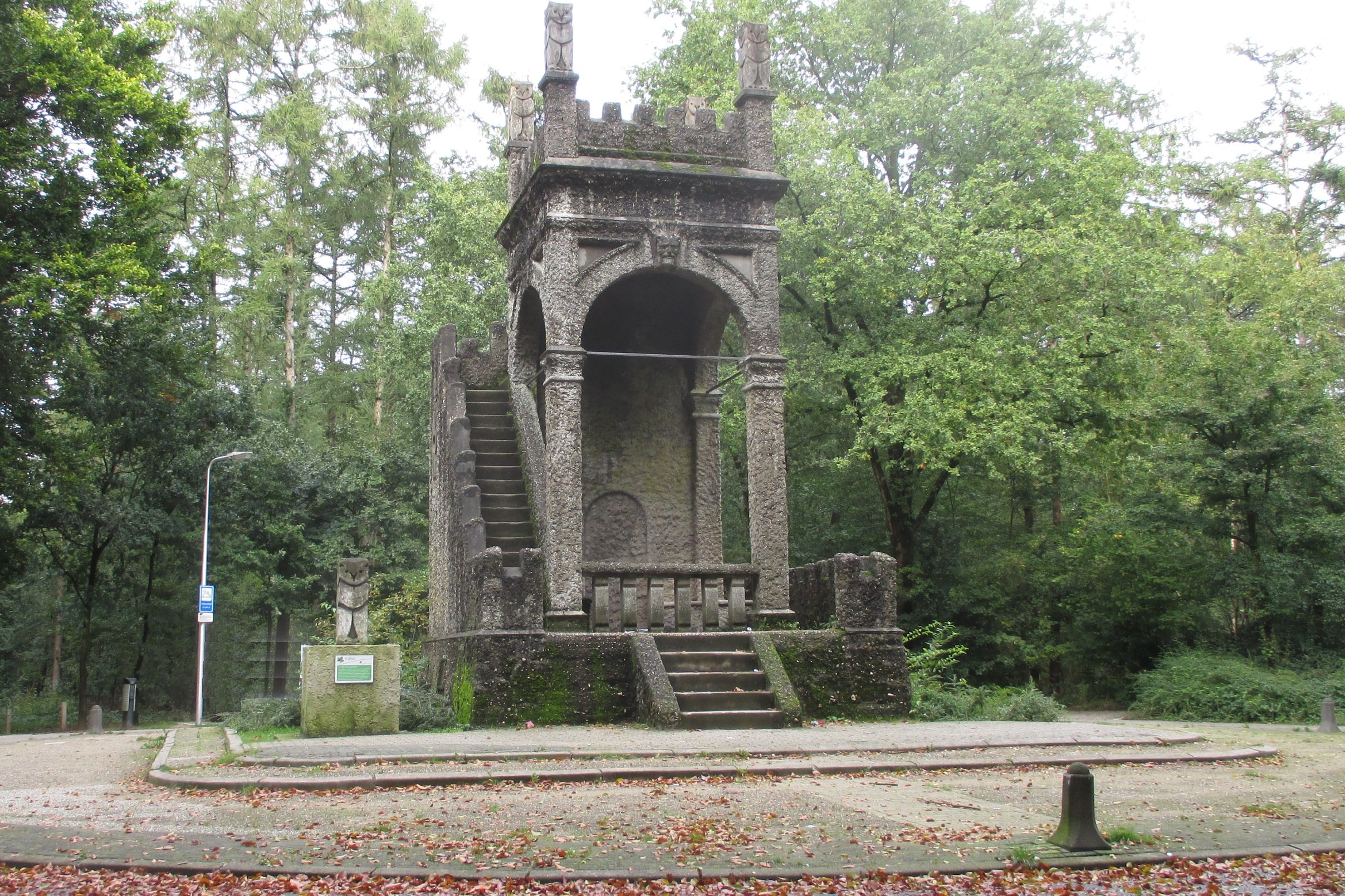
Uilentoren

## Bloemencorso
Elk derde weekend van augustus vindt het Leersumse bloemencorso plaats. Dit evenement trekt jaarlijks ongeveer 25000 toeschouwers. De lokale bouwgroepen 'konten, plakken en prikken' elk jaar zo'n 1,5 miljoen dahlia's op hun praalwagens. Er worden prijzen uitgereikt aan bouw- en jeugdgroepen voor de mooiste wagens. Ook wordt er elk jaar een bloemenkoningin gekozen voor de promotie van het corso en van evenementen in de nabije regio.

## Natuur

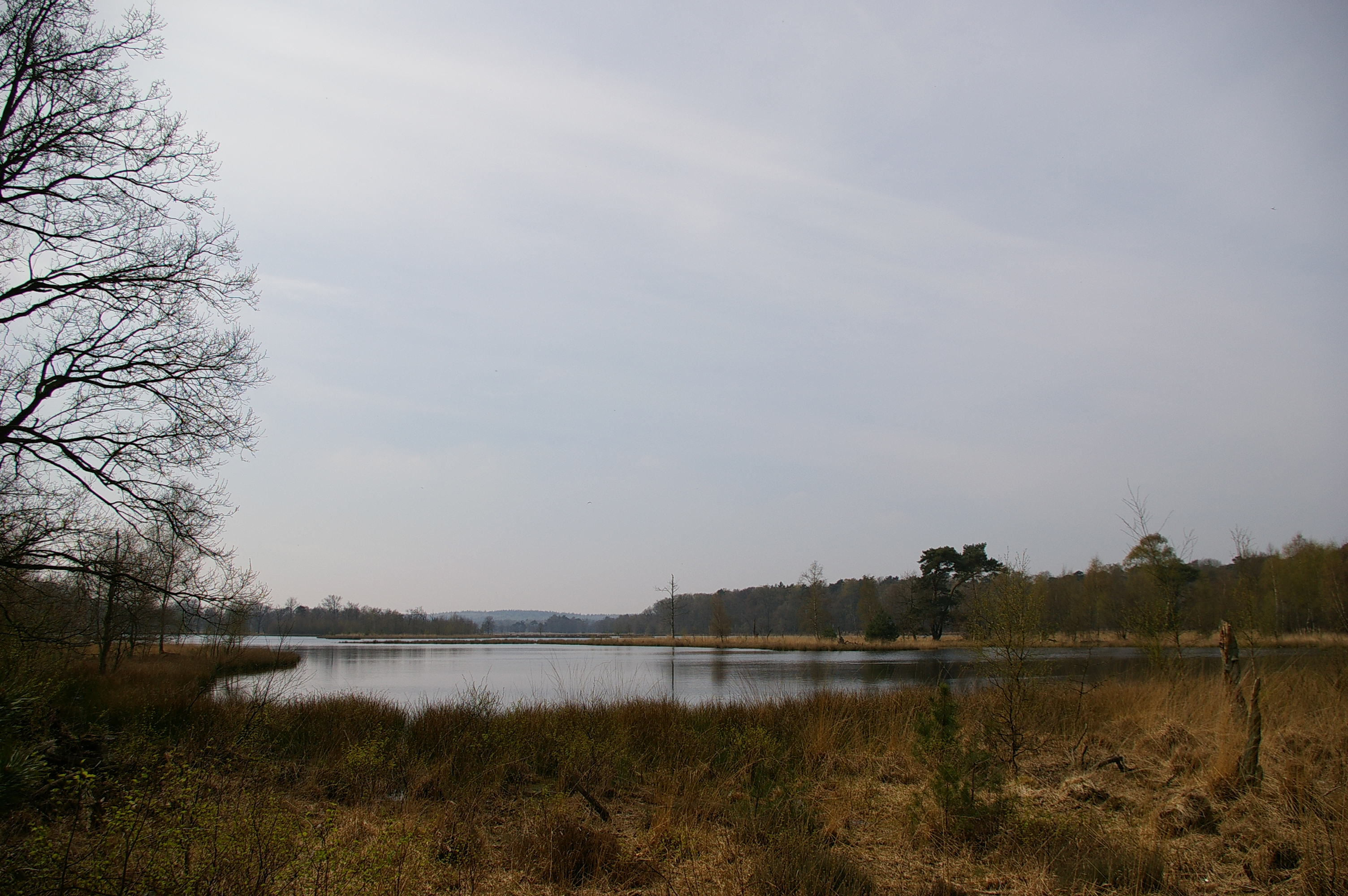
Leersumse Veld

Staatsbosbeheer Heuvelrug-Zuid beheert een natuurterrein van 610 ha groot, met overwegend naaldhout. Het bestaat uit de complexen Leersums Veld en De Hoogstraat. In het Leersumse Veld was vroeger een kokmeeuwenreservaat. Ondanks dat nu alle kokmeeuwen zijn verdwenen, heeft men wel de broedperiode aangehouden om het terrein met al zijn vogels rust te gunnen (het is dan ook nog steeds van 15 maart tot 15 juli gesloten). Heuvels in de natuurgebieden bij Leersum zijn de Darthuizerberg, Donderberg, Lombokheuvel, Leersumse Berg, Geerenberg en de Zuilensteinse Berg.
De Vereniging voor Dorp en Natuur Amerongen-Leersum beheert de Londotuin, een heemtuin bij kasteel Broekhuizen.

## Geboren
- Joop Alberts (1922-2024), verzetsstrijder
- Arend van den Brandhof (1793-1863), predikant
- Henk Groener (1960), handballer en handbalcoach
- Karin Harmsen (1962), zitvolleybalster
- Cas Odenthal (2000), voetballer
- Jeanne Pauw van Wieldrecht (1919-1944), verzetsstrijder
- Vito Wormgoor (1988), voetballer
- Jolanda Zwoferink (1969), organiste en onderzoekster

## Openbaar vervoer
Het openbaar vervoer in en rond Leersum wordt sinds 11 december 2016 verzorgd door Syntus Utrecht, een lijnbusbedrijf dat tot de Keolis Groep behoort. Deze concessie zou normaal aflopen in 2023, maar de provincie Utrecht overwoog een verlenging van de busconcessie tot 2025 om zo de verliezen op te vangen die het gevolg waren van de sterke afname van het aantal busreizigers tijdens de coronacrisis.
Volgens de buslijnennetwerkkaart van Syntus, die via de website kan worden gedownload, rijden in Leersum de volgende buslijnen:
- Lijn 50 tussen Utrecht en afwisselend Wageningen of Veenendaal[10]
- Nachtlijn N50 tussen Utrecht en Amerongen, alleen in het weekeinde[11]
- Schoollijn 695 tussen Maarsbergen en Wijk bij Duurstede[12]